# 卡内杜参议员镇
卡内杜参议员镇是巴西戈亚斯州的一个市镇。总面积244.745平方公里，总人口74687人，人口密度305.2人/平方公里。